# Charles Gioe
Charles „Cherry Nose“ Gioe (* unbekannt; † 18. August 1954) war ein US-amerikanischer Mobster  und hochrangiges Mitglied innerhalb der Familie der La Cosa Nostra in Chicago, die als Chicago Outfit bekannt ist.
Insbesondere war er in den 1930er Jahren in die großangelegte Auspressung von Hollywood beteiligt.

## Leben
Über das frühe Leben von Gioe ist wenig bekannt. Am 17. Februar 1930 wurde er zusammen mit Anthony Accardo – später Boss des Outfit – verhaftet, da dieser eine verdeckte Waffe bei sich geführt hatte. Neben Lawrence „Dago“ Mangano galt Gioe als engster Vertrauter von Accardo. Es waren derartige Kontakte von Gioe, die ihn selbst zu einem hochrangigen Mafioso machen sollten.
Gioe brachte es unter Frank Nitti bis zum Unterführer („lieutenant“) im Outfit, da er als Spezialist für Erpressung an sich und insbesondere auch für die Blackmail-Methode galt.
Nitti und das Outfit waren bereits Ende auf der Suche nach neuen Einnahmequellen; hierzu wurden einige Mitglieder und Assoziierte in den Westen der USA entsendet und so kam Gioe nach Des Moines im Bundesstaat Iowa, um dort die Aktivitäten des Outfit zu unterstützen.
Eventuell kehrte er nach Chicago zurück und überließ dem gleichrangigen Louis „Cock-Eyed Louie“ Fratto die Geschäfte in Des Moines.
Jedenfalls tauchte er bald im Umfeld von Willie Bioff und George Brown auf, der in Los Angeles und Hollywood damit begonnen hatten die Filmstudios auszunehmen.
Ende der 1930er Jahre flogen die Aktivitäten dann auf und es kam zu diversen Anklagen. Am 18. Oktober 1941 wurde Gioe zusammen Mit Bioff, Brown und Louis Campagna angeklagt. Bioff und Brown, beide keine Vollmitglieder des Outfit, hielten sich nicht an die Omertà und sagten gegen Mafiagrößen wie Paul Ricca, Philip D’Andrea, John Roselli, Lou Kaufman, Frank Nitti und Gioe aus. Bioff und Brown konnten auf diese Weise ihre Haftstrafen reduzieren; kurz nach den Aussagen von Bioff beging Nitti Selbstmord.
Gioe wurde am 31. Dezember 1941 zu zehn Jahren Haft verurteilt. Zusammen mit den anderen Verurteilten wurde Gioe allerdings 1947 auf Bewährung freigelassen, obwohl Senator Estes Kefauver dagegen protestiert hatte.
Nach seiner Freilassung wurde Gioe der zweite Mann hinter Paul Ricca und Louis Campagna und gehörte damit zur Spitze des Outfit. Während der 1950er Jahre, nachdem Ricca sich zurückgezogen hatte, geriet Gio in den Konflikt zwischen Anthony Accardo und Sam Giancana.
Am 18. August 1954 wurde Gio von anderen Gangstern erschossen, die von Joseph Glimco kontrolliert wurden, da er sich unglücklicherweise vor Ort befand, als Glimco einen Streit mit einem Bauunternehmer hatte.